# Carbonara Scrivia
Pour les articles homonymes, voir Carbonara.
Carbonara Scrivia est une commune italienne de la province d'Alexandrie, dans la région Piémont.

## Administration
| Période                                  | Période | Identité | Étiquette | Qualité |
| ---------------------------------------- | ------- | -------- | --------- | ------- |
|                                          |         |          |           |         |
| Les données manquantes sont à compléter. |         |          |           |         |

### Communes limitrophes
Spineto Scrivia, Tortona, Villaromagnano

## Culture locale et patrimoine

### Architecture civile

#### Torrione della Rocca fortificata
La forteresse de Carbonara Scrivia semble dater du XIVe siècle ou du début du XVe siècle.  À l'époque, le système défensif comprenait, en plus du donjon, une enceinte fortifiée ou un château, des douves et deux portes d’accès. L'édifice incluait également un puits intérieur. La forteresse fut donnée à la commune dans les années 80.
La forteresse fut plusieurs fois détruite et reconstruite. En 1828, un fort tremblement de terre détruisit la forteresse et quelques années plus tard, la dernière chute du toit endommagea considérablement la construction.

## Personnalités liées à la commune
- Domenico Carbone, (né le 16 juillet 1823 à Carbonara Scrivia, et mort à Florence le 20 mars 1883), médecin, homme politique et poète italien du XIXe siècle.